# El ciber mundo de las chicas
El cibermundo de las chicas (en inglés, A gURLs wURLd, también conocida como Emma's Chatroom o Cyber Girls) es una serie de televisión infantil australiana, coproducida por Screen Australia, Southern Star Entertainment, Media Development Authority, Norddeutscher Rundfunk y TV Plus Production. Fue emitida por primera vez el 6 de octubre del 2009 La serie cuenta con veintiséis episodios de media hora.

## Sinopsis
Es la historia de tres chicas adolescentes que se hacen amigas mientras estudian en una escuela en Singapur: Emma Schubert, Jackie Lee y Ally Henson. Dos de ellas tienen que regresar a sus países natales (Ally a Australia y Emma a Alemania), las tres chicas están unidas por algo en común: el baile. Un día antes de partir a sus países, Ally, Emma y Jackie se reúnen para comer juntas por última vez, mientras Josh, el hermano de Jackie, les obsequia unas memorias USB con un programa de mensajería para poder chatear a la hora que quieran. Cuando Emma y Ally están cada una en sus respectivos países acuerdan conectarse y charlar, los teléfonos celulares sirven como un candado de seguridad al introducir un código de cuatro dígitos, al introducir sus respectivas claves ocurre un corto circuito el cual funde los puertos USB y traslada a la chicas hacia el ciberespacio, descubriendo esto las tres pueden viajar a Alemania, Singapur y Australia para poder realizar su sueño: competir en el concurso regional de baile y llegar a la final, no sin antes pasar por un muchas aventuras, rivalidades y conocer el amor.

## Actores
- Sophie Karbjinski como Emma Schubert.
- Charlotte Nicdao como Jackie Lee.
- Marny Kennedy como Ally Henson.
- Luke Erceg como Dan Fry.
- Jannik Schümann como Nicholas.
- Takaya Honda como Josh.
- Julie Wee como Michelle.
- Chervil Tan como Chelsea.
- Veracia Yong como Carla.
- Iris Lim como Sophie.
- Michael Lott como Jurgen.
- Christine Kutschera como Tina.
- Chew Kin Wah como El señor Lee.
- Bernie Chan como La señora Lee.
- Catherine Sng como Jackie's Grandma.
- Clodagh Crowe como Sarah.
- Don Halbert como Ben.
- Sam Fraser como Damon.